# Valérie Létard
Valérie Létard (Orchies, 13 ottobre 1962) è una politica francese.
Dal 19 giugno 2007 è Segretario di stato alla Solidarietà Sociale del Governo Fillon II e Segretario di stato allo Sviluppo sostenibile del Governo François Fillon (3) 2009-2010.